# Sardur II

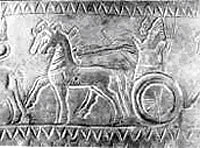
De helm van Sardur II

Sardur(i) II of Sapur II was de zesde koning van Urartu en regeerde van 766 tot 733 v.Chr. of 763 tot 730 v.Chr. Hij was de zoon van Argishti I, wiens veroveringen ten noorden van de Aras hij kon verdedigen.
Hij profiteerde van een verzwakking van de Assyriërs om zijn gebied uit te breiden naar het zuiden en voegde Gurgum en haar hoofdstad Milid en Kummuhu en haar hoofdstad Harran, gelegen op de rechteroever van de Eufraat, toe aan zijn rijk. 
Hij volgt de consoliderende en expansieve politiek begonnen door zijn vader. Wanneer Assyrië in 743 v.Chr. uit haar dal klimt, moet Sardur opboksen tegen het expansionisme van Tiglat-Pileser III (745 - 727 v.Chr.). Na een driejarige belegering van de stad Arpad werd hij uiteindelijk verslagen door Tiglat-Pileser  III. Deze belegerde daarop de vestiging Tushpa (735 v.Chr., waarheen Sardur II was gevlucht. Door deze nederlaag werd een deel van Urartu bestuurd door enige Assyrische stadhouders.
Sardur II zou worden opgevolgd door zijn zoon Rusa I.